# Stereobat

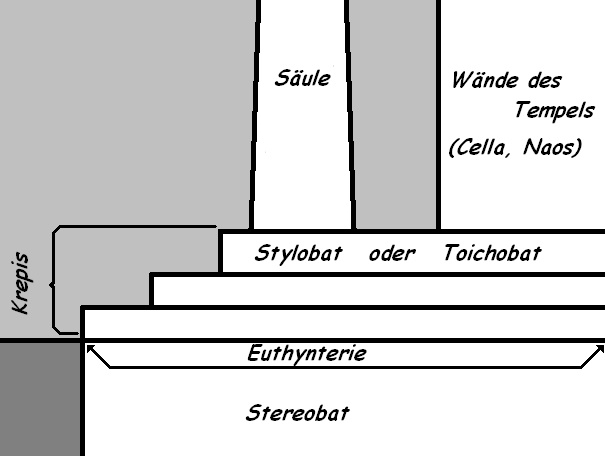
Basen i ett grekiskt tempel

Stereobat är grunden och första stegen under stylobaten på ett grekiskt tempel. Den består av ett antal rätblock.